# 樊𰋀
樊𰋀（1914年9月19日—2010年3月22日），字圻甫，男，浙江杭州人，美籍华人数学家。

## 生平
1914年出生於浙江杭州，幼時隨父往金華居住。他先後就讀於金華中學、杭州宗文中學、溫州中學，升入吳淞同濟附中讀高中，後因戰亂，回金華中學繼續學業。1932年，入北京大學數學系，1936年畢業。他原不想讀數學，而是工程學，但因著他的姑父、北大數學教授馮祖荀勸導而改變主意。在北大期間，他翻譯了數本德文書，又和孫樹本合著《數論》。
1938年，由法國退回的庚子賠款設立的基金會，錄取他到法國留學。他在巴黎大學跟隨莫里斯·勒內·弗雷歇學習，1941年獲得博士。
1945年至1947年，樊𰋀轉往美國普林斯頓高等研究院工作。後來在聖母大學、韋恩州立大學、西北大學任教。1965年到圣塔芭芭拉加利福尼亚大学任教至1985年退休，現在是該校榮譽教授。
樊𰋀1964年獲選為中華民國中央研究院第5屆（數理科學組）院士，並自1978年至1984年任中央研究院數學研究所所長，於1985年時正式退休。
2010年3月22日清晨，樊𰋀在聖塔芭芭拉家中安然離世。
2010年3月24日，他任教的聖塔芭芭拉加利福尼亞大學下半旗誌哀。告別式於4月24日在當地舉行。遺體安葬於杭州家鄉。

## 家庭
父親名樊琦，曾任職於金華、溫州等地方法院。
第一任妻子燕又芬。两人曾有三個兒子，但於抗日戰爭中，三個兒子都因急病夭折，之後無子女。燕又芬於1999年病逝。樊𰋀後來與照料妻子的王曉霞女士結婚。王曉霞一直照料樊𰋀，直至2010年在美國加州聖塔芭芭拉逝世。

## 學術成就
樊𰋀在數學很多領域都有出色成果，特別在非線性分析上。他定義矩陣論中的樊𰋀范数，並證明其符合範數性質。其他貢獻包括凸分析的樊𰋀不等式，逼近論的樊𰋀最佳逼近定理等。著名的樊𰋀不动点定理，把傳統不動點定理推廣到集值函數，是博弈論等領域的重要基礎。其他研究領域有拓撲學和拓撲群。

## 設立基金
1999年秋，樊𰋀夫婦捐出一百萬美元予美國數學學會，設立樊𰋀和又芬基金(Ky and Yu-Fen Fan Endowment)，以支持中國大學的數學系和國外交流，特別是和北美洲大學的數學系交流。

## 荣誉
樊𰋀獲巴黎第九大學授予榮譽博士，也是北京大學和北京師範大學名譽教授。

## 外部連結
- 張奠宙著，世界著名數學家傳记 --  樊畿
- 袁傳寬著，記恩師樊畿教授 （页面存档备份，存于）
- 袁傳寬著，胡馬依北風 越鳥巢南枝 ——恩師樊畿葉落歸根 （页面存档备份，存于）
- 中央研究院電子報，樊畿院士與世長辭樊畿 逝世院士一覽表 （页面存档备份，存于）